# Rugby Union in Irland

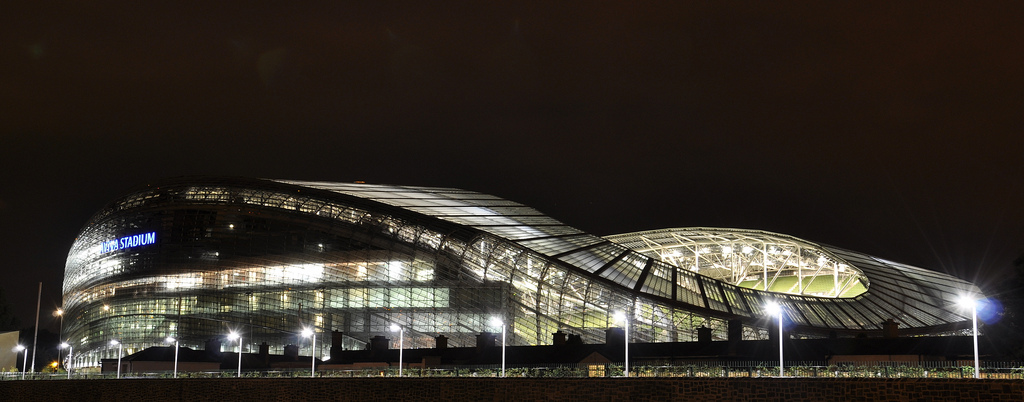
Das Aviva Stadium in Dublin, Heimstadion der irischen Nationalmannschaft

Rugby Union ist eine beliebte Sportart in Irland.
Die Irish Rugby Football Union (IRFU) übernimmt die Organisation des Sports in der Republik Irland und Nordirland. Es gibt nur eine Nationalmannschaft und die Teams in der Pro14 umfassen die vier Provinzen Connacht, Leinster, Munster und Ulster, wobei einige Grafschaften letzterer zum Territorium Nordirlands gehören.
Irland war bereits Gastgeber wichtiger Turniere wie den Weltmeisterschaften 1991 und 1999 (zusammen mit den anderen damaligen Five Nations).

## Geschichte

Die vier Provinzverbände der Irish Rugby Football Union

In Irland hat das Spiel Caid eine lange Tradition. Es weist Ähnlichkeiten mit Rugby auf und ist neben Hurling ein Vorgänger des heute populären Sports Gaelic Football.
1854 formten Studenten des Trinity College den ersten Rugbyverein Irlands. Sie hatten den Sport an englischen Schulen kennengelernt. Von 1874 bis 1879 gab es zwei Verbände, die für Rugby Union in Irland zuständig waren. Die IRFU organisierte den Spielbetrieb in Leinster, Munster und Teilen von Ulster, die Northern Football Union of Ireland war zuständig für die Region um Belfast. 1875 bestritt die Nationalmannschaft das erste Länderspiel gegen England. 1879 beschlossen die beiden Verbände zu fusionieren, die Region Connacht stieß 1886 dazu. Die IRFU ist neben den Verbänden Schottlands und Wales’ Gründungsmitglied des International Rugby Board (IRB), heute World Rugby. Die englische Rugby Football Union weigerte sich einige Jahre, Mitglied des internationalen Verbandes zu werden. Erst 1890 wurde sie aufgenommen.
Mit der Teilung des Landes war die IRFU für Regionen zweier Staaten zuständig. 1923 kaufte man ein Areal im Belfaster Stadtteil Ravenhill, um dort die Spiele der Nationalmannschaft austragen zu lassen. 30 Jahre lang spielte Irland im Kingspan Stadium, bis man in die Lansdowne Road umzog. Aufgrund von Umbauarbeiten werden die Länderspiele mittlerweile im Croke Park, der erst seit 2005 für Rugby und Fußball zugelassen ist, ausgetragen. Zuvor durften dort nur originär irische Sportarten stattfinden.

## Wettbewerbe

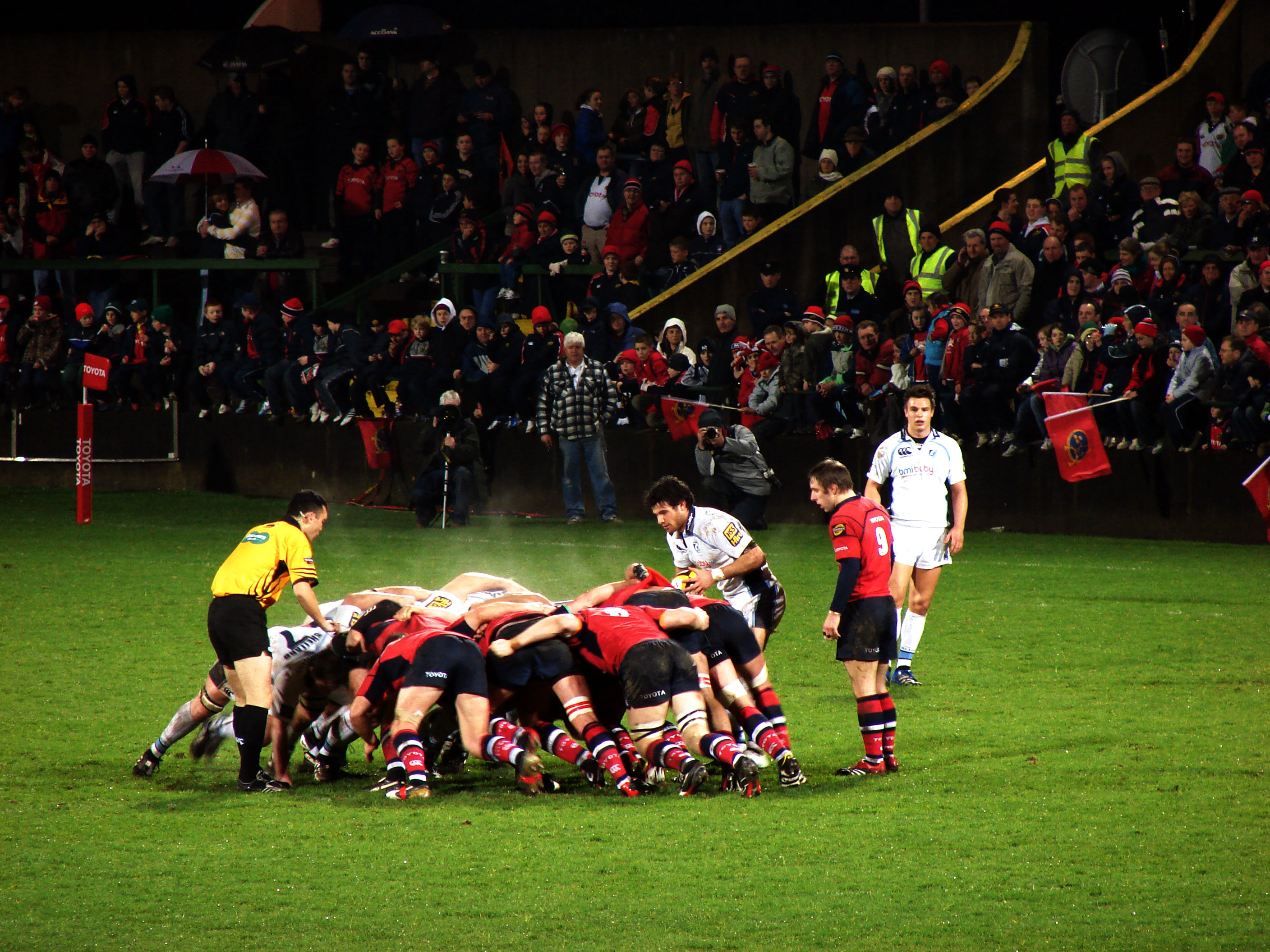
Munster in der Magners League

Die vier irischen Provinzmannschaften treten in der Celtic League, aufgrund des Hauptsponsors von 2006 bis 2011 auch Magners League und seit 2017 Pro14 genannt, gegen Teams aus Italien, Schottland, Südafrika und Wales an. Die drei besten Mannschaften einer Gruppe qualifizieren sich jeweils für den European Rugby Champions Cup, in dem die besten europäischen Vereine aufeinandertreffen. Das viertbeste Team einer Gruppe tritt im European Rugby Challenge Cup an. Dabei waren bislang Leinster, Munster und Ulster jeweils erfolgreich. Connacht konnte bislang noch keinen Titel bei diesen Wettbewerben gewinnen und ist traditionell die schwächste der vier irischen Mannschaften, da sie über eine deutlich geringere Spielerbasis verfügt und die irischen Sportarten in dieser Provinz weitaus beliebter sind.
Auch vor der professionellen Ära, die 1995 begann, gab es regelmäßige Aufeinandertreffen der Provinzen. Die ersten Spiele wurden im späten 19. Jahrhundert ausgetragen. Seit 1990 existiert die All-Ireland League, die 48 irische Vereine umfasst, die in drei Divisionen gegeneinander antreten. Die vier besten Clubs spielen in einem Play-off um den Titel der jeweiligen Division. Die zwei schlechtplatziertesten steigen in die untere Liga ab und werden durch die zwei stärksten der niedrigeren Division ersetzt. Unterhalb der All-Ireland League gibt es die Provinzligen.

## Nationalmannschaft

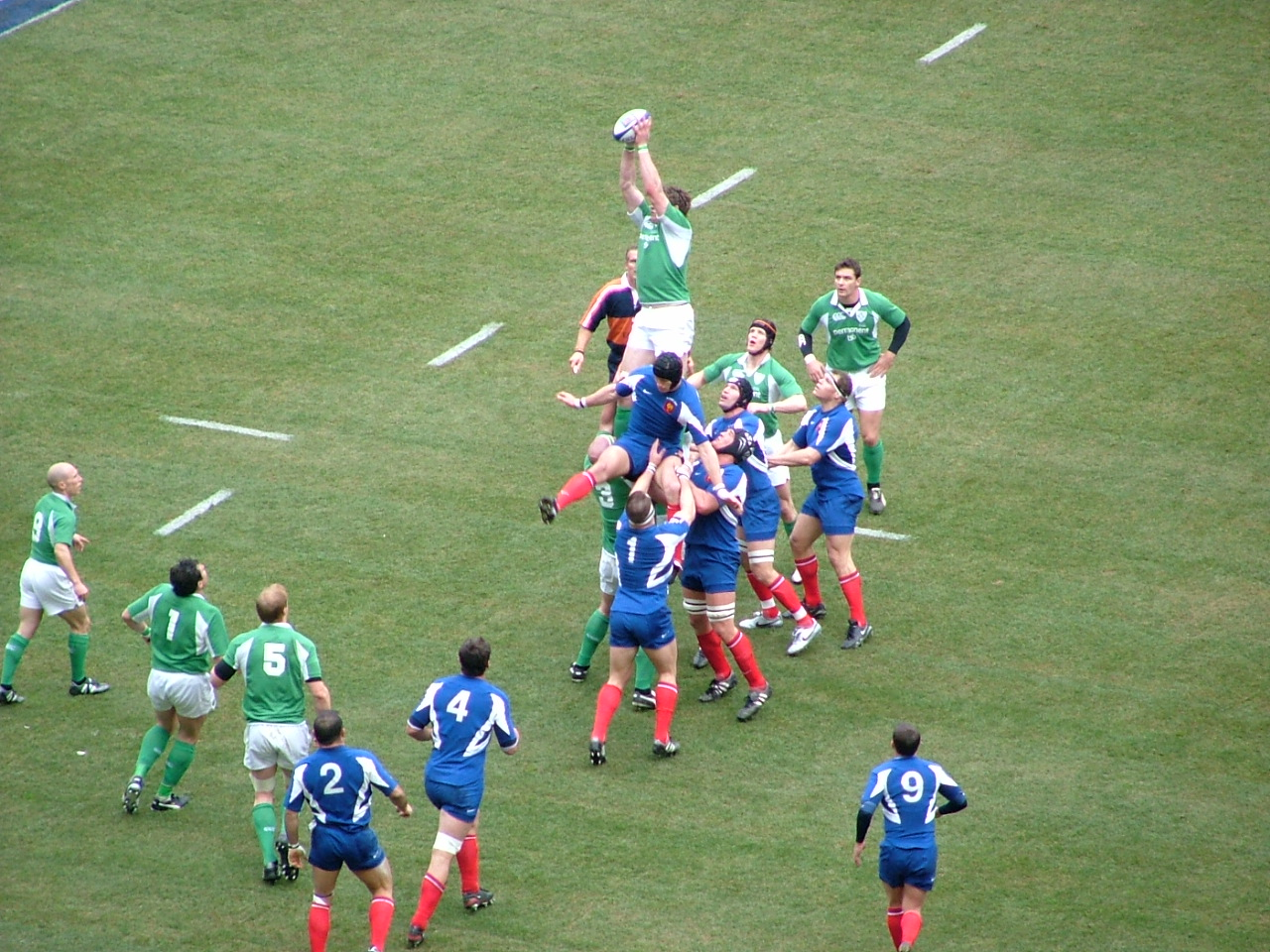
Irland – Frankreich, Six Nations 2006

Die irische Nationalmannschaft gehört nach Einstufung von World Rugby der höchsten Stärkeklasse („first tier“) an und hat bislang an allen Weltmeisterschaften teilgenommen. Sie erreichte bei den neun Austragungen siebenmal das Viertelfinale und hat es im Gegensatz zu den britischen Nationalmannschaften noch nie bis in das Halbfinale geschafft.
Irland nimmt jährlich an den Six Nations teil und konnte dieses Turnier insgesamt 14-mal gewinnen. Dabei erreichte die Nationalmannschaft dreimal den Grand Slam (1948, 2009 und 2018). Im Rahmen des Turniers spielen sie gegen England um die Millennium Trophy und gegen Schottland um den Centenary Quaich. Außerdem spielt Irland gegen Australien um den Lansdowne Cup und gegen Argentinien um den Admiral Brown Cup.
Irland stellt alle vier Jahre Spieler für die Auswahlmannschaft British and Irish Lions bereit um gegen die All Blacks aus Neuseeland, die Springboks aus Südafrika oder die Wallabies aus Australien anzutreten. Der Spieler Brian O’Driscoll war Kapitän der letzten Tour 2005, als die Lions nach Neuseeland reisten und gegen die All Blacks alle drei Spiele verloren. Paul O’Connell hat die Lions im Sommer 2009 nach Südafrika geführt.
Vor den Heimspielen der Nationalmannschaft werden zwei Hymnen anstelle einer Nationalhymne gespielt. Zunächst ist dies Amhrán na bhFiann, die Nationalhymne der Republik Irland. Im Anschluss spielt ein Orchester das 1995 eigens für Rugby-Union-Länderspiele komponierte Lied Ireland’s Call. Bei Auswärtsspielen ist nur Ireland's Call zulässig.

## Beliebtheit

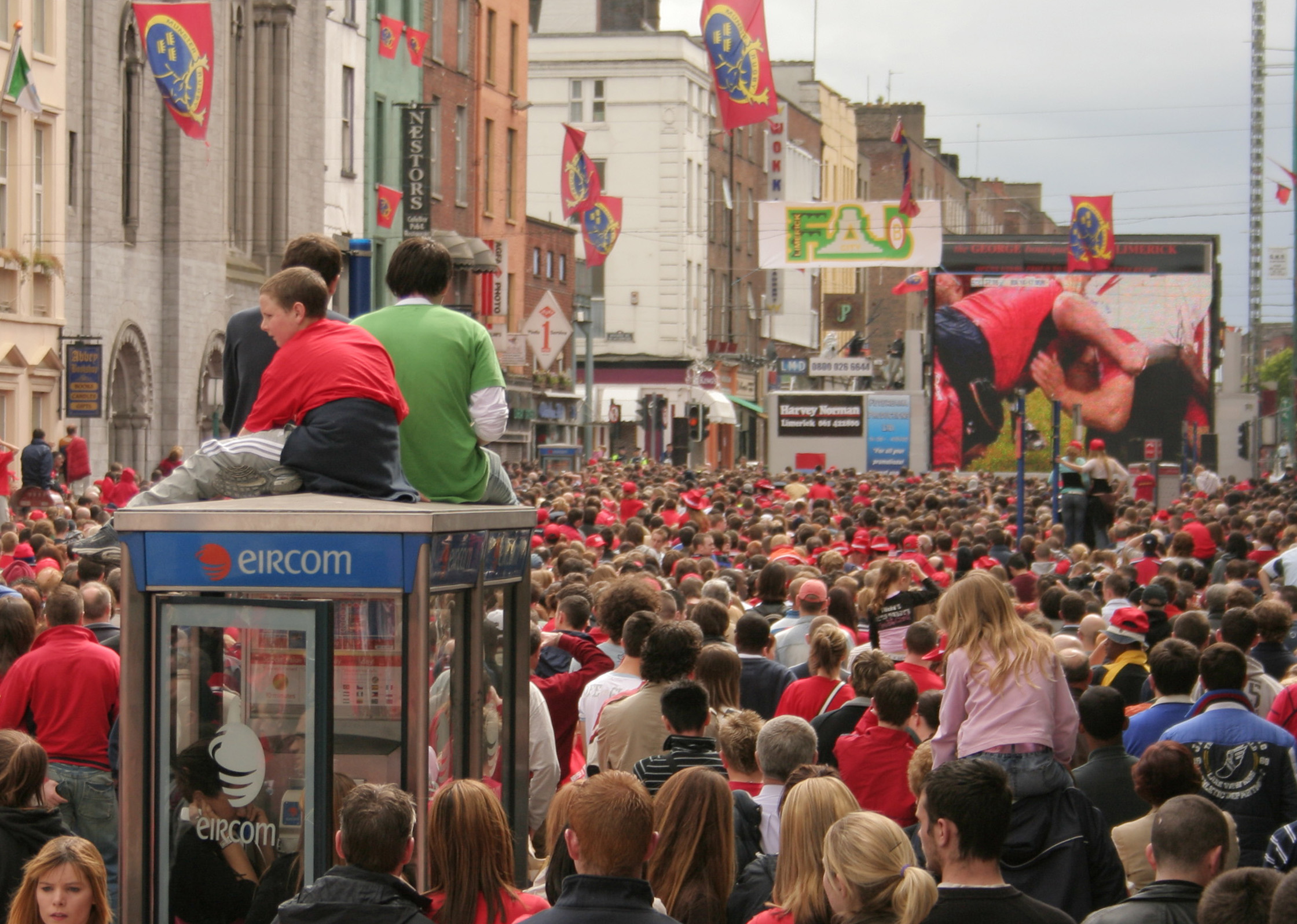
Munster Fans beim Heineken-Cup-Finale 2006

Rugby Union ist in ganz Irland beliebt, besonders populär ist der Sport vor allem in Munster, Ulster und Dublin. Laut World Rugby sind in Irland mehr als 200.000 Spieler registriert, die in etwa 200 Vereinen organisiert sind. Zudem gibt es 2356 Schiedsrichter.
Mit der Professionalisierung des Sports sowie der Gründung der Celtic League und des Heineken Cup hat sich Rugby Union in Irland zu einer der beliebtesten und meistbesuchten Sportarten entwickelt. Der Zuschauerschnitt bei den vier Provinzmannschaften ist einer der höchsten im europäischen Vergleich. Die Länderspiele sind regelmäßig ausverkauft, so kommen bis zu 80.000 Menschen zu den Partien der Nationalmannschaft.